# Azidose
Eine Azidose (auch Acidose, von lateinisch acidum ‚Säure‘) ist eine Störung des Säure-Basen-Haushaltes bei Menschen und Tieren, die ein Absinken des pH-Werts im Blut (oder anderen Körperflüssigkeiten) bewirkt. Liegt der pH-Wert im Blut unterhalb von 7,35, spricht man von einer Azidose. Der Referenzbereich beim Menschen liegt bei 7,35 bis 7,45. Liegt er darüber, so spricht man von einer Alkalose.
Der manchmal in der Alternativmedizin bzw. Komplementärmedizin angenommenen, wissenschaftlich widerlegten, ernährungsbedingten Übersäuerung des Körpers (siehe basische Ernährung) liegt keine Azidose zugrunde.

## Wesentliche Ursachen
- Bei der respiratorischen Azidose liegt eine zu geringe Abatmung von Kohlenstoffdioxid vor.
- Bei der metabolischen Azidose besteht eine Ansammlung von zu viel sauren Stoffwechselprodukten im Blut, wie z. B. bei einer entgleisten Zuckererkrankung oder einer chronischen Nierenerkrankung. Der pH-Wert sinkt ab, wenn die Pufferkapazität des Blutpuffers (siehe Säure-Basen-Haushalt) gegen Säuren erschöpft ist. Dies führt zu einem plötzlichen starken Absinken des pH-Wertes und eine akute Übersäuerung tritt auf. Dabei handelt es sich oft um eine akut lebensbedrohliche Erscheinung.
- Anaerobe Glykolyse (z. B. aufgrund von Sauerstoffmangel) und die vermehrte Bildung von Ketonkörpern (durch Insulinmangel) führen im Gewebe zu einem Anstieg der Konzentration von sauren Stoffwechselprodukten (Laktat, Ketonkörper) und so zu einer Gewebsazidose. Sie wird u. a. beim Schock, beim Herzstillstand, bei schweren Verletzungen und großen Operationen, beim diabetischen Koma und bei schweren Durchblutungsstörungen beobachtet, vorübergehend und ohne Krankheitswert auch in der Muskulatur nach anaerober körperlicher Maximal-Belastung.

## Folgen
Azidose stellt einen Atemreiz dar. Die vertiefte Atmung (Kußmaul-Atmung) kann eine nichtrespiratorische Azidose, wie sie etwa bei einem Nierenversagen vorkommen kann, teilweise kompensieren. Die kompensatorische Hydrogenkarbonat-Abgabe der Zellen ist mit einer Kalium-Abgabe verbunden, sodass es zur Hyperkaliämie kommt.
Azidose hemmt die Glykolyse und fördert den Glucoseabbau über den Pentosephosphatweg. Auf das Herz wirkt Azidose negativ dromotrop (verlangsamte Erregungsausbreitung durch Verschluss von Gap Junctions) und negativ inotrop (verminderte Herzkraft durch Senkung der Offenwahrscheinlichkeit von Calciumkanälen), woraus sich zusammen mit der durch niedrigen pH-Wert ausgelösten Gefäßerweiterung ein Abfall des Blutdrucks ergeben kann.

## Nachweis
Die Azidose wird anhand einer Blutgasanalyse nachgewiesen. Anhand der Messwerte für Bicarbonat und Kohlenstoffdioxid-Partialdruck im arteriellen Blut kann zwischen einer respiratorischen und einer metabolischen Störung unterschieden werden.
Eine respiratorische Azidose erkennt man an einem erhöhten CO2-Partialdruck (PCO2), bei einer metabolischen Azidose ist die Standardbicarbonatkonzentration erniedrigt.

## Behandlung
Bei einer Azidose muss nach Möglichkeit die Ursache beseitigt werden. Bei einem pH-Wert-Abfall unter 7,1 kann eine Korrektur mit Bicarbonat erfolgen.